# 鼠關站
鼠關站（日语：／ Nezugaseki eki */?）是位於山形縣鶴岡市鼠關乙156番2號，東日本旅客鐵道（JR東日本）的羽越本線車站。

## 歷史
- 1923年（大正12年）11月23日：鐵道省陸羽西線溫海（現時為溫海溫泉）至此站之間開業，此站啟用。
- 1924年（大正13年）7月31日：村上至此站之間開業，同時陸羽西線余目至此站之間編入至羽越線。
- 1925年（大正14年）11月20日：隨著支線與赤谷線啟用，羽越線改名為羽越本線。
- 1972年（昭和47年）：於此站的鐵路車廠廢止。
  - 9月1日：終止貨物起卸業務，成為旅客車站。
- 1984年（昭和59年）2月1日：終止行李起卸業務。
- 1985年（昭和60年）3月14日：酒田機關區鼠關停泊處廢止。
- 1986年（昭和61年）
  - 10月28日：車站大樓重建。
  - 11月1日：成為簡易委託車站。
- 1987年（昭和62年）4月1日：伴隨國鐵分割民營化，車站由東日本旅客鐵道（JR東日本）營運。
- 2004年（平成16年）4月1日：成為無人車站。
- 2006年（平成18年）
  - 4月1日：成為「閃亮上越」停車站
  - 7月13日：在下午8時10分，受到大雨影響，小岩川站至溫海溫泉站之間發生土石流。此站至溫海溫泉站之間在當日起至8月9日不能通行。
- 2008年（平成20年）1月1日：為了迎接子年，在車站中設置了紀念印臺。
- 2012年（平成24年）5月1日：設置了名譽站長[1]。
- 2016年（平成28年）9月11日：天皇、皇后前往山形縣訪問，乘坐了E655系（特別車輛 包含E655-1 的6卡編成）皇家列車。由酒田站駛至此站，再由此站駛至鶴岡站之間[2]。

## 車站構造
車站是一座地面車站，設有1面1線的單式月台和1面2線的島式月台，共設有2面3線的月台。月台之間設有跨線橋連接。
此站是由酒田站管理的無人車站。由於車站靠近海邊，因此車站大樓的外型為遊艇。車站大樓內設有自動販賣機和廁所。在2018年4月17日前，車站設有簡易型自動售票機。由於此站設有夜間停泊列車，因此車站大樓一半位置為乘務員宿舍。
部分從村上、酒田兩方向的列車會在此站折返。兩方向的尾班車以此為終點站，同時首班車也由此站開出，因此在2號月台上會有2列列車夜間停泊。
在過去夏季，此站設有為泳客而設的臨時快速「鼠關河童」號，也曾設設有急行「月山」（行走仙台至鼠關）。當時，急行列車「月山」以此站為終點站，而其餘特急、急行列車都通過此站。

### 月台
| 月台 | 路線      | 上下行                             | 方向                               |
| ---- | --------- | ---------------------------------- | ---------------------------------- |
| 1    | ■羽越本線 | 下行                               | 鶴岡、酒田、秋田方向               |
| 2    | ■羽越本線 | （從此站出發的列車或待避列車使用） | （從此站出發的列車或待避列車使用） |
| 3    | ■羽越本線 | 上行                               | 村上、新津、新潟方向               |

## 使用狀況
根據「JR東日本」和「鶴岡市統計書」資料，以下列出平均乘車人次：
| 年度               | 1日平均 乘車人次 | 1年總 乘車人次 | 1年總 乘車人次 | 參考資料 |
| 年度               | 1日平均 乘車人次 | 一般           | 定期           | 參考資料 |
| ------------------ | ---------------- | -------------- | -------------- | -------- |
| 2000年（平成12年） | 111              |                |                | [ 4 ]    |
| 2001年（平成13年） | 113              |                |                | [ 5 ]    |
| 2002年（平成14年） | 105              |                |                | [ 6 ]    |
| 2005年（平成17年） |                  | 8,800          | 23,500         | [ 7 ]    |
| 2006年（平成18年） |                  | 7,700          | 20,700         | [ 7 ]    |
| 2007年（平成19年） |                  | 8,400          | 23,100         | [ 7 ]    |
| 2008年（平成20年） |                  | 8,600          | 24,900         | [ 7 ]    |
| 2009年（平成21年） |                  | 7,400          | 27,100         | [ 7 ]    |

## 車站周邊

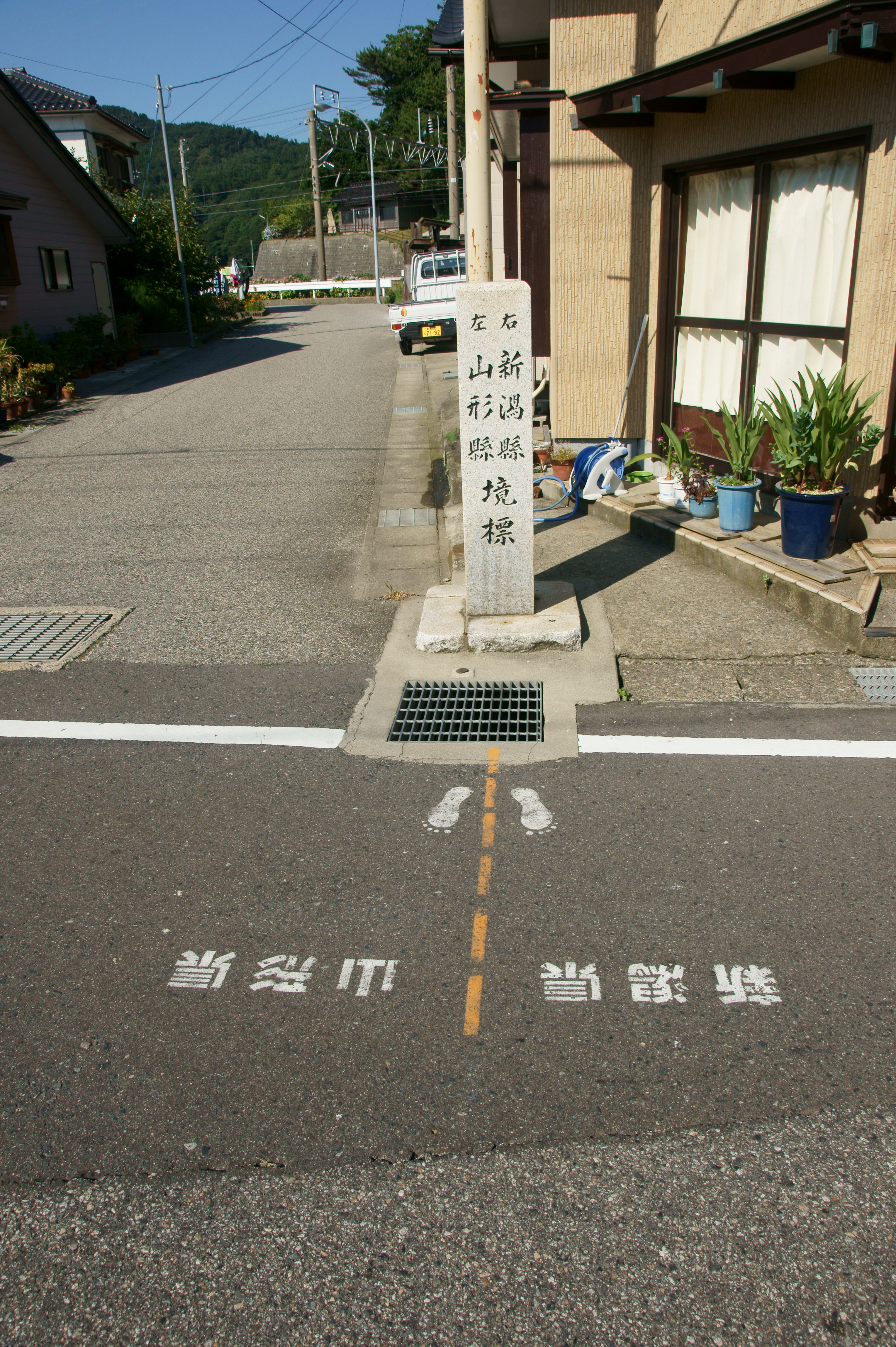
山形縣和新潟縣縣界

車站周邊為山形縣和新潟縣的縣界。在縣界附近設有一些居民。
- 近世念珠關址
- 鼠關港
- 鼠關碼頭
- 鼠關海洋公園（日语：マリンパークねずがせき）
- 弁天島（日语：弁天島 (鶴岡市)）
- 鼠關郵局（日语：鼠ヶ関郵便局）
- 念珠之松庭園（日语：念珠の松庭園）
- 鶴岡警署（日语：鶴岡警察署）鼠關駐守所

## 相鄰車站
東日本旅客鐵道
■羽越本線
府屋－鼠關－小岩川

## 注腳
1. ↑   (pdf) (新闻稿). 東日本旅客鉄道 新潟支社. 2014-04-27  [2014-10-25]. （原始内容存档 (PDF)于2013-01-17） （日语）.
2. ↑  羽越本線でお召列車運転 （页面存档备份，存于）（日語） - railf.jp 鐵道新聞，2016年9月12日
3. 1 2  . 東日本旅客鉄道.   [2020-02-02]. （原始内容存档于2020-02-01） （日语）.
4. ↑  . 東日本旅客鉄道.   [2019-02-25]. （原始内容存档于2018-02-13） （日语）.
5. ↑  . 東日本旅客鉄道.   [2019-02-25]. （原始内容存档于2019-04-02） （日语）.
6. ↑  . 東日本旅客鉄道.   [2019-02-25]. （原始内容存档于2019-04-02） （日语）.
7. ↑   (PDF). 平成22年版 鶴岡市の統計書. 鶴岡市: 111. 2011-08  [2019-02-25]. （原始内容存档 (PDF)于2019-02-25） （日语）.

## 外部連結
- 車站資訊（鼠關）：東日本旅客鐵道（日語）